# Gustav Friedrich Wiggers
Gustav Adam Friedrich Wiggers (* 25. Oktober 1777 in Biestow; † 4. Mai 1860 in Rostock) war ein deutscher evangelischer Theologe und Hochschullehrer an der Universität Rostock.

## Leben
Gustav Friedrich Wiggers, Sohn des Pastors Otto Ernst Wiggers aus Biestow, besuchte ab 1791 die Domschule Güstrow. Im April 1795 begann er sein Studium der Theologie, Philosophie und Philologie in Rostock. 1799 wechselte er für ein Semester an die Universität Göttingen, wo er dem Studentenorden der Constantisten angehörte. 1799 bis 1802 war als Hauslehrer auf Schloss Hohendorf und bereitete sich von dort auf die Prüfungen vor, um in Schwedisch-Pommern Pastor werden zu können. Nachdem er diese in Greifswald 1801 abgelegt hatte und 1802 auch in Mecklenburg-Schwerin zugelassen worden war, wurde er 1803 an der Universität Rostock zum Dr. phil. promoviert. Anschließend habilitierte er und wurde Privatdozent in Rostock. 1808 wurde er in Rostock Professor für Theologie. 1810 wurde er auch zum Dr. theol. promoviert und übernahm die Stelle des Inspektors des Pädagogisch-theologischen Seminars. Für dieses Promotionsverfahren fertigte Wiggers zwei Dissertationen, von denen er eine wieder zurückzog. Wiggers wurde 1813 zum Konsistorialrat ernannt sowie zum Provisor des Klosters zum Heiligen Kreuz. Ab 1821 erschien sein Hauptwerk Versuch einer pragmatischen Darstellung des Augustinismus und Pelagianismus nach der geschichtlichen Entwicklung.
Wiggers war von Juli 1824 bis Juli 1825 erstmals Rektor der Universität. 1837–1840 war er drei aufeinander folgende Jahre nochmals Rektor. Mit der Teilung seines Seminars in zwei Abteilungen übernahm Wiggers 1841 die katechetische Abteilung. 1858 wurde er mit dem Titel eines Oberkonsistorialrates für 50 Jahre als Professor geehrt. In seinen letzten Lebensjahren machte ihm das politische Schicksal seiner beiden Söhne Moritz und Julius zu schaffen.
Er war Mitglied der Rostocker Freimaurerloge Zu den drei Sternen und zeiweilig deren Meister vom Stuhl.

## Familie
Am 19. Oktober 1810 heiratete Gustav Friedrich Wiggers die Tochter des Rostocker Landessekretärs Dr. Wolff, Wilhelmine Henriette Wolff (* 13. September 1789; † 30. September 1860). Ihre Söhne waren Julius Wiggers und Moritz Wiggers.